# Igor Smirnov (cầu thủ bóng đá)
Igor Dmitriyevich Smirnov (tiếng Nga: Игорь Дмитриевич Смирнов; sinh ngày 2 tháng 2 năm 1997) là một cầu thủ bóng đá người Nga thi đấu cho F.K. Dynamo-2 Sankt Peterburg.

## Sự nghiệp câu lạc bộ
Anh có màn ra mắt tại Giải bóng đá chuyên nghiệp quốc gia Nga cho F.K. Dynamo-2 Sankt Peterburg vào ngày 19 tháng 7 năm 2017 trong trận đấu với F.K. Torpedo Vladimir.